# 倭文神社 (富士宮市)
倭文神社（しどりじんじゃ）は、静岡県富士宮市にある神社である。式内社で、旧社格は村社。

## 歴史
『延喜式』巻九神祇九に富士郡三座の1つとして倭文神社が記されており、同一視されている。また同じく『延喜式』巻二十四・主計上に駿河国の調品目として「倭文卅一端」とあり、この地域における倭文部の居住が想定されている。中世には駿河国の在地勢力である富士氏が祀っていたという。